# Podriga
Podriga – wieś w Rumunii, w okręgu Botoszany, w gminie Drăgușeni. W 2011 roku liczyła 926 mieszkańców.